# David Lazari
David Lazari (sinh ngày 30 tháng 4 năm 1989) là một cầu thủ bóng đá Brasil hiện tại thi đấu ở vị trí tiền vệ tấn công cho câu lạc bộ tại Giải bóng đá ngoại hạng Hồng Kông Tai Po.